# بيت الست وسيلة
هو منزل أثري قديم يقع خلف الجامع الأزهر بالقاهرة. ويمتاز البيت بجمال التصميم وروعة البناء، ويمثل نموذجاً فريداً لعمارة المنازل في العصر العثماني. يتبع حاليا صندوق التنمية الثقافية التابع لوزارة الثقافة المصرية تحت ملكية المجلس الأعلى للآثار. ويعتبر مزارا أثريا وثقافيا بما يسمى بيت الشعر.

## تاريخ بيت الست وسيلة
في عام 1646 ميلادية قام الأخوان عبد الحق ولطفي أولاد محمد الكناني. قاما ببناء منزلاً في شارع عطفة العيني بجوار منزل عبد الرحمن الهراوي وعلى بعد أمتار قليلة من الجامع الأزهر. حيث يشير النص التأسيسى على إزار سقف مقعد هذا البيت، أن منشئه هو الحاج عبد الحق وشقيقة لطفى أولاد محمد الكنانى سنة 1074 هـ / 1664 م
ثم أخذت ملكية البيت في الانتقال حتى وقع مفتاحه في يد الست وسيلة «خاتون بنت عبد الله البيضا معتوقة»، وكانت آخر من سكنت الدار ولذلك عرف باسمها ونسب إليها.

## من هي الست وسيلة؟
الست وسيلة خاتون، التي توفيت في 4 مايو عام 1835 ميلادية، لم يسجل عنها التاريخ حرفاً واحداً، لكن يبدو أنها كانت سيدة ذات نفوذ في الحي، فحفظ الأهالي أباً عن جد اسمها، وصار علماً على البيت الأثري الرائع.

## عمارة البيت
البيت مصمم كمعظم البيوت الإسلامية القديمة التي كانت تسعى إلى الحفاظ على الخصوصية وحرمة المنزل حيث مصمم على نحو يُمكن أهله من رؤية القادم عليهم، وفي الوقت نفسه لا يستطيع من في خارجه أن يتلصص أو يكشف حركة النساء، وكان ذلك التصميم متبعا في إنشاء كافة المنازل في هذا الوقت، فمدخله منكسر حتى لايجرح الضيوف أي ركن من أركان البيت، ثم يفتح بعد ذلك على «الصحن» أو الحوش والذي يحوى «الحواصل» أو الحجرات التي كانت تمثل مرافق المنزل، واستخدمت كمخازن للحبوب، واسطبل خيل، وطاحونة، وحجرة للخدم، ومندرة، وإلى يمين الباب توجد بئر المياه.
أما فناء المنزل فهو فناء مكشوف يتوسطه مقعد من «براطيم» خشبية، وهي أخشاب غليظة يدعم بها البيت تحصر فيما بينها مستطيلات غائرة تزينها زخارف نباتية وهندسية وعليها كتابات نسخية، ويتميز البيت بوجود قبتين مثمنتين الأضلاع يعلوها غطاء هرمي ووظيفتهما الإضاءة
ويضم الطابق الأرضى من البيت القاعة الرئيسية والتي تتكون من إيوانين- مستويين مرتفعين عن الأرض- بينهما نافورة على عمق 90 سنتيمترا تم اكتشافها مؤخرا، ويرجع وجود هذه الإيوانات إلى أنها تتيح لأكبر عدد ممكن من الحضور مشاهدة بعضهم خلال الجلسة، بالإضافة إلى أن الارتفاعات والانخفاضات في القاعة تساعد على تحريك الهواء بداخلها، أما سقف القاعة فيضم «شخشيخة» وهي عبارة عن فانوس خشبى مفرغ لإنارة المكان، وتطل على القاعة الرئيسية مجموعة من المشربيات أو «المغانى» وهي المكان الذي كان يجلس فيه النساء للاستماع إلى المطرب أو المغنى.
ويوجد في صحن البيت إلى اليسار سلم خشبى يؤدى إلى الدور الأول الذي يشمل المقعد الصيفى، ويحوى سقفه العديد من النقوش العثمانية وكذلك يضم النص التأسيسى للمنزل، ويتصدر المقعد حائط به دواخل كانت تستخدم كدولاب توضع فيه الملابس أو أدوات الوضوء، وأعلى الأرفف توجد رسومات للمحراب للدلالة على اتجاه القبلة عند الصلاة، وإلى اليمين توجد قاعة النوم التي تضم نماذج نادرة من اللوحات الزيتية وهي رسومات للأماكن المقدسة في الحجاز حيث يوجد بالجزء الشمالي للقاعة رسم للمسجد النبوي، إضافة إلى رسومات منازل في المدينة المنورة فيما تضم اللوحة الأم منظر الكعبة المشرفة والحرم المكي ومنازل مكة التي تحيط بالحرم بشرفاتها الصغيرة. بالإضافة إلى لوحة كبيرة لمدينة ساحلية ترمز إلى تركيا، أما الدور الثاني فيضم قاعة أخرى وحماماً ويتكون من جزءين هما المغطس- مكان الاستحمام- والموقد الذي تشعل فيه النيران لتسخين المياه وإلى جانبه توجد غرفة خلع الملابس، وأخيراً السطح الذي لم يكن يمثل أهمية لأهل البيت.

## الترميم
انتهى ترميم هذا المنزل عام 2005. عثر خلال الترميم على جزء من الحمام القديم الذي يعتبر فريدا من نوعه، ومن أهم وأجمل الحمامات بالعمارة الإسلامية القديمة، فهو يتكون من حجرتين وتزين سقفه زخارف رائعة وجدرانه من الرخام الأبيض، كما كشفت عملية الترميم عن نافورة الصحن الرئيسي في المنزل والطاحونة.
ترميم هذا المنزل الأثري كان بمثابة إنقاذاً له بعد أن كاد ينهار، فقبل عامين كان المنزل شبه مهدم بل كان مدفونا والشارع يغطي مدخله، لكن عمليات الترميم شملت إزالة كافة الأتربة والمناطق المتهدمة والمخلفات الموجودة بالمنزل، ثم إعادة إحياء واجهة البيت الحجرية في الجهة الجنوبية الشرقية والتي تشمل ثلاث فتحات تشبه المغازل، تليها فتحة باب مستطيلة يغلق عليها مصراع خشبي تمثل المدخل الحالي للمنزل، وقد رمم المنزل بالكامل مع إضافات جديدة راعت عدم المساس بهيئة البيت.

## وصلات خارجية
- منزل السيدة وسبلة